# Оливейра, Жакелин
Жакели́н де Оливе́йра Силва (порт. Jakelyne de Oliveira Silva; род. 18 марта 1993, Рондонополис) — бразильская модель, «Мисс Бразилия 2013», участница конкурса красоты «Мисс Вселенная 2013».

## Биография
Жакелин Оливейра родилась 18 марта 1993 года в Рондонополисе (штат Мату-Гросу).
28 сентября 2013 года Жакелин была коронована как «Мисс Бразилия» после победы на национальном конкурсе красоты «Мисс Бразилия 2013». 9 ноября 2013 года она представляла Бразилию на международном конкурсе «Мисс Вселенная 2013», проходившем в Москве. По итогам конкурса Жакелин вошла в топ-5, получив титул «4-я Вице-мисс».